# Fonó Zenekar
A Fonó Zenekar a magyar „táncházas” népzenei új hullám második generációját képviseli. Koncertjeiken, lemezeiken a magyarok és a szomszédnépek népzenéjével találkozhatunk, magas színvonalú, hagyományhű tolmácsolásban. A Fonó Zenekar muzsikusai a zenében mindig a laikusok számára rejtett dimenziók, a stílusok szigorú keretein belül testet öltő színek és hangulatok feltárására törekszenek. 

## Története
A Fonó Zenekar Budapesten alakult, 1997–ben. Tagjai Magyarország különböző régióiból, Szlovákia és Ukrajna magyarlakta területeiről származó muzsikusok. Az együttes muzsikusai a népzene előadását, oktatását és kutatását hivatásszerűen művelik.  
Népzenei gyűjtéssel is foglalkoznak, és az eközben szerzett tapasztalatokat zenei arculatuk kialakításában hasznosítják. 

## Tagjai
- Navratil Andrea
- Agócs Gergely
- Gombai Tamás
- Pál István „Szalonna”
- D. Tóth Sándor
- Tárkány-Kovács Bálint
- Kürtösi Zsolt

## Önálló lemezei
- Sok szép napot éjszakával – Hegedős album (Honvéd kiadás, Budapest) 1998.
- Árgyélus kismadár - Felvidéki magyar népzene (Écsi Gyöngyivel, Fonó Records, Budapest), 2000.
- Musique de danse Hongroise  – Magyar népzenei antológia (Buda Musique, Párizs), 2001
- Mixtura Cultivalis – népzene a Kárpát – Medencéből (Fonó Records, Budapest), 2002 Ezt a lemezt a legtekintélyesebb francia zenei magazin, a  Le Monde de la Musique 2003 decemberében a Choc de l’année ("Év szenzációja") díjjal tüntette ki.
- Túlparton – Bartók Béla művei és ezek népzenei előképei Szabadi Vilmos és Gulyás Márta közreműködésével ( Hungaroton Classic, Budapest), 2004
- Hateha! – táncházi slágerek (Fonó Budai Zeneház, Budapest), 2009

## Díjai, elismerései
- 2003 – Choc de l’Année (Le Monde de la Musique, Paris)
- 2005 – eMeRTon (Magyar Rádió, Budapest)
- 2006 – Kodály-díj (Magyar Művészeti Akadémia, Budapest)